# Edgeworth David Base
Edgeworth David Base – letnia stacja polarna, należąca do Australii, położona w Oazie Bungera na Antarktydzie Wschodniej. Patronem stacji jest Edgeworth David, walijsko-australijski geolog i polarnik.

## Położenie i warunki
Stacja znajduje się w wolnej od lodu oazie antarktycznej, Oazie Bungera, położonej na Ziemi Wilkesa, ok. 440 km od całorocznej australijskiej stacji polarnej Casey i 85 km w głąb lądu od Lodowca Szelfowego Shackletona. Oprócz niej w oazie mieści się także nieczynna polska Stacja im. A.B. Dobrowolskiego.
W rejonie stacji z przyległych lodowców Denmana i Scotta spływa silny wschodni wiatr katabatyczny.

## Historia i działalność
Australijski obóz w Oazie Bungera został założony 14 stycznia 1986. Tworzą go cztery małe budynki, położone w sąsiedztwie jednego z jezior oazy. Na położonym w pobliżu lodzie morskim o grubości 2 m mogą lądować samoloty, transportujące personel i sprzęt. W sezonie letnim jest odwiedzana przez polarników ze stacji Casey. W lecie 2006-07 Australijczycy zainstalowali w pobliżu obozu stację referencyjną GPS (do badań błędów systemu). Wykorzystano tu dostępność terenu wolnego od lodu, dzięki czemu urządzenia nie zmieniają swojej pozycji geograficznej w wyniku ruchu lodowca. W 2010 roku była ona bazą dla programu lotniczego badania liczebności wielorybów.